# London Films Productions
London Films Productions — британська кіно- і телевізійна компанія, заснована в 1932 році Олександром Кордою. Кінокомпанія створила такі фільми, як «Приватне життя Генріха VIII» (1933), «Прийдешнє» (1936), «Рембрандт» (1936) та «Чотири пера» (1939). В 1939 році кінокомпанія об'єдналася з Denham Film Studios. У зв'язку з початком війни фільм «Багдадський злодій» (1940) прийшлось закінчувати знімати у Каліфорнії. Після реструктуризації діяльності Корди у Великій Британії наприкінці 1940-х років, компанія "London Films" була створена в Шеппертоні. 
Понад 40 років після того, як Корда помер у січні 1956 року, компанія повернулася до активної кінематографічної діяльності у 1997 році, під керівництвом Моргана Мейсона.

## Фільмографія

### 1930
- 1933: Дама від Максима / la dame de chez Maxim's
- 1933: Дивні докази / Strange Evidence
- 1933: Думки адвоката / Counsel's Opinion
- 1933: Репетиція весілля / Wedding Rehearsal
- 1933: Люди завтрашнього дня / Men of Tomorrow
- 1933: Готівка / Cash
- 1933: Приватне життя Генріха VIII / The Private Life of Henry VIII
- 1933: Дівчина з Максіма / The Girl from Maxim's
- 1934: Катерина Велика / Catherine the Great
- 1934: Приватне життя Ганнетів / The Private Life of the Gannets
- 1934: Приватне життя Дон Жуана / The Private Life of Don Juan
- 1934: Яскраво-червоний первоцвіт / The Scarlet Pimpernel
- 1935: Сандерс з річки / Sanders of the River
- 1935: Московські вечори / Moscow Nights
- 1935: Привид їде на Захід / The Ghost Goes West
- 1936: Прийдешнє / Things to Come
- 1936: Рембрандт / Rembrandt
- 1936: Чоловіки не боги / Men Are Not Gods
- 1936: Людина, яка могла творити чудеса / The Man Who Could Work Miracles
- 1936: Незабудка / Forget Me Not
- 1936: Завоювання повітря / Conquest of the Air
- 1937: Романтика у Фландрії / A Romance in Flanders
- 1937: Англія у вогні / Fire Over England
- 1937: Похмура подорож / Dark Journey
- 1937: Буря в склянці води / Storm in a Teacup
- 1937: Хлопчик і слон / Elephant Boy
- 1937: Знову прощай / Farewell Again
- 1937: Лицар без обладунків / Knight Without Armour
- 1937: Повернення Червоного Первоцвіта / Return of the Scarlet Pimpernel
- 1937: Я, Клавдій / I, Claudius
- 1937: Донощик / The Squeaker
- 1937: Рай для двох / Paradise for Two
- 1938: Розлучення леді Ікс / The Divorce of Lady X
- 1938: Поїздка на південь / South Riding
- 1938: Барабан / The Drum
- 1938: Виклик / The Challenge
- 1938: В'язниця без барів / Prison Without Bars
- 1939: Літаки К'ю / Q Planes
- 1939: Чотири пера / The Four Feathers
- 1939: По місяцю / Over the Moon
- 1939: Лев має крила / The Lion Has Wings
- 1939: Шпигун у чорному / The Spy in Black

### 1940
- 1940: Двадцять один день / 21 Days
- 1940: Завоювання повітря / Conquest of the Air
- 1940: Багдадський злодій / The Thief of Bagdad
- 1945: Досконалі незнайомці / Perfect Strangers
- 1947: Ідеальний чоловік / An Ideal Husband
- 1947: Мій власний викрадач / Mine Own Executioner
- 1948: Анна Кареніна / Anna Karenina
- 1948: Повалений ідол / The Fallen Idol
- 1948: Красунчик принц Чарлі / Bonnie Prince Charlie
- 1949: Маленька задня кімната / The Small Back Room
- 1949: Це небезпечний вік / That Dangerous Age
- 1949: Останні дні Долвіна / The Last Days of Dolwyn
- 1949: Святі та грішники / Saints and Sinners
- 1949: Третя людина / The Third Man

### 1950
- 1950: Доблесний Пімпернал / The Elusive Pimpernel
- 1950: Лікар Любові / The Cure for Love
- 1950: Найщасливіші дні вашого життя / The Happiest Days of Your Life
- 1950: Ангел з трубою / The Angel with the Trumpet
- 1950: Державна таємниця / State Secret
- 1950: Моя донечка / My Daughter Joy
- 1950: Сім днів до полудня / Seven Days to Noon
- 1950: Пішли на Землю / Gone to Earth
- 1950: Дерев'яний кінь / The Wooden Horse
- 1951: Плач, улюблена країно  / Cry, The Beloved Country
- 1951: Вундеркінд / The Wonder Kid
- 1951: Казки Гофмана / The Tales of Hoffmann
- 1951: Леді Годіва знову в сідлі / Lady Godiva Rides Again
- 1952: Золотий пояс / Girdle of Gold
- 1952: Вигнанець з островів / Outcast of the Islands
- 1952: Дикі серця / The Wild Heart
- 1952: Звуковий бар'єр / The Sound Barrier
- 1952: Симулянт / The Ringer
- 1952: Холлі та Іві / The Holly and the Ivy
- 1953: Історія Гільберта і Саллівана / The Story of Gilbert and Sullivan
- 1953: Капітанський рай / The Captain's Paradise
- 1953: В один і той же час / Twice Upon a Time
- 1953: Суть справи / The Heart of the Matter
- 1953: Залізна спідниця / The Iron Petticoat
- 1953: Чоловік посередині / The Man Between
- 1954: Вибір Гобсона / Hobson's Choice
- 1954: Тітка Клара / Aunt Clara
- 1954: Дзвони святого Трініана / The Belles of St Trinian's
- 1955: Підняття бунту / Raising a Riot
- 1955: Людина, яка любила червоні тіла / The Man Who Loved Redheads
- 1955: Річард III / Richard III
- 1955: Відданий чоловік / The Constant Husband
- 1955: Влітку / Summertime
- 1955: Козеня за дві монети / A Kid for Two Farthings
- 1955: Глибоке синє море / The Deep Blue Sea
- 1955: Шторм над Нілом / Storm Over the Nile
- 1956: Смайлик / Smiley

### 1970
- 1975-1977: Полдарк / Poldark

### 1980
- 1982: Яскраво-червоний первоцвіт / The Scarlet Pimpernel
- 1984: Країна дівчат / The Country Girls
- 1984: Кім / Kim

### 1990
- 1991: Найкращі друзі / The Best of Friends
- 1992: Час ігри / The Time Game
- 1992: Великі ідеї / Big Ideas
- 1992: Не джентльменський вчинок / An Ungentlemanly Act
- 1999: Яскраво-червоний первоцвіт / The Scarlet Pimpernel